# Râul Sădișor
Râul Sădișor este un curs de apă, afluent al râului Sadu. 